# Quellón
Quellón és una ciutat de l'illa Gran de Chiloé, regió de Los Lagos. La comuna té 21.823 habitants i una superfície de 3.244 km² (datació del cens de 2002). Va ser fundada el 1905 com Llauquil.